# Ványa bácsi

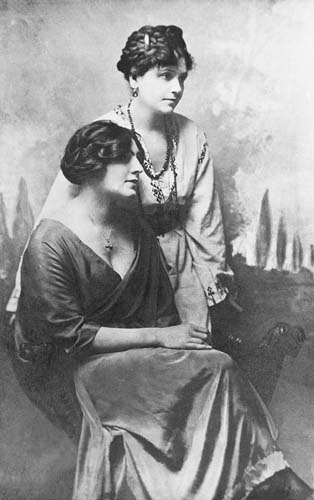
Gombaszögi Frida (Jelena) és Varsányi Irén (Szonya) a Vígszínház 1920-as előadásában

A Ványa bácsi (orosz nyelven: Дядя Ваня) Anton Pavlovics Csehov színműve négy felvonásban, az író megjelölése szerint: Jelenetek a falusi életből négy felvonásban; először 1897-ben jelent meg. Magyarul először az Athenaeum Irodalmi és Nyomdai Rt. kiadásában jelent meg a mű, 1920-ban.
Magyarra fordították: Jób Dániel, 1920; Háy Gyula, 1950; Makai Imre, 1981; Morcsányi Géza, 1996; Koros Fekete Zsuzsanna, 2008; Slárku Anett, 2015; Hamvai Kornél, 2016.

## Keletkezése
A darab az író jóval korábbi, A manó  című vígjátékának átírásával született. A vígjáték 1889 októberében készült el, először 1890-ben jelent meg nyomtatásban. Korábban úgy vélték, hogy az átdolgozás 1890-ben történt, de valószínűbb időpontja 1896 második fele. Csehov először 1896. december 2-án kelt levelében említette a darabot ezen a címen.
A vígjáték központi figuráinak és fontosabb helyzeteinek zöme átkerült a Ványa bácsiba, mégis teljesen más darabról van szó. A manó happy enddel, kettős házassággal végződik; befejezése felszabadult, vidám, főhőse viszont öngyilkos lesz. A befejezés és az alaphangulat a Ványa bácsiban alapvetően megváltozott, a központi figura, „Ványa bácsi” pedig életben marad. Csökkent a szereplők száma, a szöveg jelenetekre tagolása is eltűnt, (már a Sirályban is).
A Ványa bácsi először 1897-ben a Pjeszi ('Színművek') című gyűjteményes kötetben jelent meg.

## Szereplő személyek
- Alekszandr Vlagyimirovics Szerebrjakov – nyugalmazott egyetemi professzor, 60 év fölött
- Jelena Andrejevna Szerebrjakova – Szerebrjakov felesége, 27 éves
- Szofja (Szonya) Alekszandrovna Szerebrjakova – Szerebrjakov leánya az első házasságából, 35 év fölött
- Marija Vasziljevna Vojnyickaja – egy titkos tanácsos özvegye, Szerebrjakov első felesége és Ványa bácsi anyja, 65 év fölött
- Ivan (Ványa) Petrovics Vojnyickij – Vojnyickaja fia, Szonya nagybátyja (bácsikája), 47 éves
- Mihail Lvovics Asztrov – orvos, 45 év körül
- Ilja Iljics Tyelegin (Ostya) – elszegényedett földbirtokos, akit a Szerebrjakov család tart el
- Marina Tyimofejevna – öreg dajka, 80 év fölött
- Cseléd – (férfi)

## Cselekmény
Történik Sofja Szerebrjakova udvarházában.

### Első felvonás
Borús nap. A kertben teázáshoz terített asztal. Az öreg dada teával kínálja Asztrov doktort, akit a professzor betegsége miatt hívták ide, mint kiderült: fölöslegesen. Asztrov a járásban eltöltött tíz év alatt agyondolgozta magát, a szüntelen munkában megfáradt, szinte már senkit nem szeret – panaszolja a dadának.
Kizökkent az élet a kerékvágásból, amióta Szerebrjakov professzor fiatal feleségével ideköltözött. A nyugalomba vonult egyetemi tanár itt, elhunyt első felesége birtokán szeretne letelepedni. Életében mindig a  művészetről szóló munkákon dolgozott, de első feleségének testvére, Vojnyickij szerint nem is konyít a művészethez, huszonöt év munka után nem ismeri őt senki, mégis „úgy jár-kél, akár egy félisten.” Az első feleség anyja, Marija Vasziljevna valóban szinte isteníti, és a professzort első házasságából származó Szonya lánya is tiszteli.
Nem csak a megszokott napirend, hanem az eddigi békés nyugalom is felborult a házban. Vojnyickij – unokahúga „Ványa bácsi”-nak hívja – egy idő óta mindent elhanyagol, teljesen megváltozott. A professzorral szembeni indulatait az is táplálja, hogy szerelmes lett a tanár csinos feleségébe, Jelena Andrejevnába. Az asszony inkább Asztrov doktort találja vonzónak, érzi is, hogy őmiatta jár ide egyre gyakrabban. A csúnyácska, de mélyérzésű Szonya  egész szívével szerelmes a doktorba, bár őt a férfi észre sem veszi. Asztrov monológját a pusztuló orosz erdőkről és a pusztuló szépségről – amivel a csinos Jelenára is céloz – mindkét fiatal nő érdeklődve hallgatja.

### Második felvonás
Éjfél elmúlt, vihar készül. A professzor köszvénytől szenved, ám az orvost sarlatánnak tartja és megint nem hajlandó fogadni; feleségét és Szonyát szeszélyeivel gyötri. Vojnyickij érkezik, hogy felváltsa őket, de Szerebrjakov fél vele kettesben maradni. Végül a megértő dada, – akinek ugyanúgy fáj a lába –, mint egy kisgyereket, átvezeti őt a hálószobába. Vojnyickij a helyzetet Jelena Andrejevna meghódítására igyekszik kihasználni, sikertelenül.
A negyvenhét éves Vojnyickij az elrontott életén kesereg. Nem nősült meg, 25 éven át igazgatta a birtokot. Szonyával együtt állandóan azon dolgozott, hogy a birtok jövedelmét Szerebrjakov pontosan megkapja. Korábban éltette a tudat, hogy egy nagy tudóst segít: „Én büszke voltam rá meg a tudományára, csakis érte éltem, érte lélegeztem! Mindent zseniálisnak tartottam, amit írt és kinyilatkoztatott…” Most meg úgy látja, hogy mindez értéktelen, „szappanbuborék! Hogy becsaptak… látom, milyen ostobán becsaptak…” Szonya megdöbbenve látja, hogy Ványa bácsi sír. Utána a kissé részeg Asztrov az, aki kiönti a lelkét: „Általában szeretem az életet, de a mi vidéki, nyárspolgári orosz életünket ki nem állhatom, lelkem minden erejével megvetem.”
Jelena és Szonya – a professzor felesége és a professzor lánya – hetek óta nem beszélnek egymással, de ezen az éjszakán kibékülnek. Most szinte testvérekként közel kerülnek egymáshoz. Jelena bevallja, hogy szerelemből ment férjhez a professzorhoz, legalábbis akkor úgy érezte. Szonya szégyenkezve próbál beszélni Asztrov iránti szerelméről:

„Szonya: Okos ember… Mindent tud, mindenhez ért… Gyógyít is, erdőt is telepít…
Jelena Andrejevna: Nem az erdő a fontos, nem is az orvostudomány… értsd meg, kedvesem… hanem a tehetsége… Hát tudod te, mi a tehetség? Merészség, gondolkodó fej, nagy lendület… Elültet egy csemetét, és már azt találgatja, mi lesz ennek nyomán ezer év múlva, máris az emberiség boldogsága dereng föl előtte. Az ilyen ember ritka. Szeretni kell őket… Iszik, néha goromba egy kicsit – de nem baj az. A tehetséges ember Oroszországban nem maradhat makulátlan. (…)
De én csak unalmas epizódszereplő vagyok... A zenében is, a férjem házában is, minden regényben… egyszóval mindenütt csak epizódalak voltam. Tulajdonképpen, Szonya, ha meggondoljuk, én nagyon-nagyon boldogtalan vagyok!”

Jelena valaha konzervatóriumot végzett. Hosszú idő óta most először játszani szeretne, hogy kiélje feltoluló érzelmeit. De a beteg férj azt üzeni: – Nem szabad!

### Harmadik felvonás

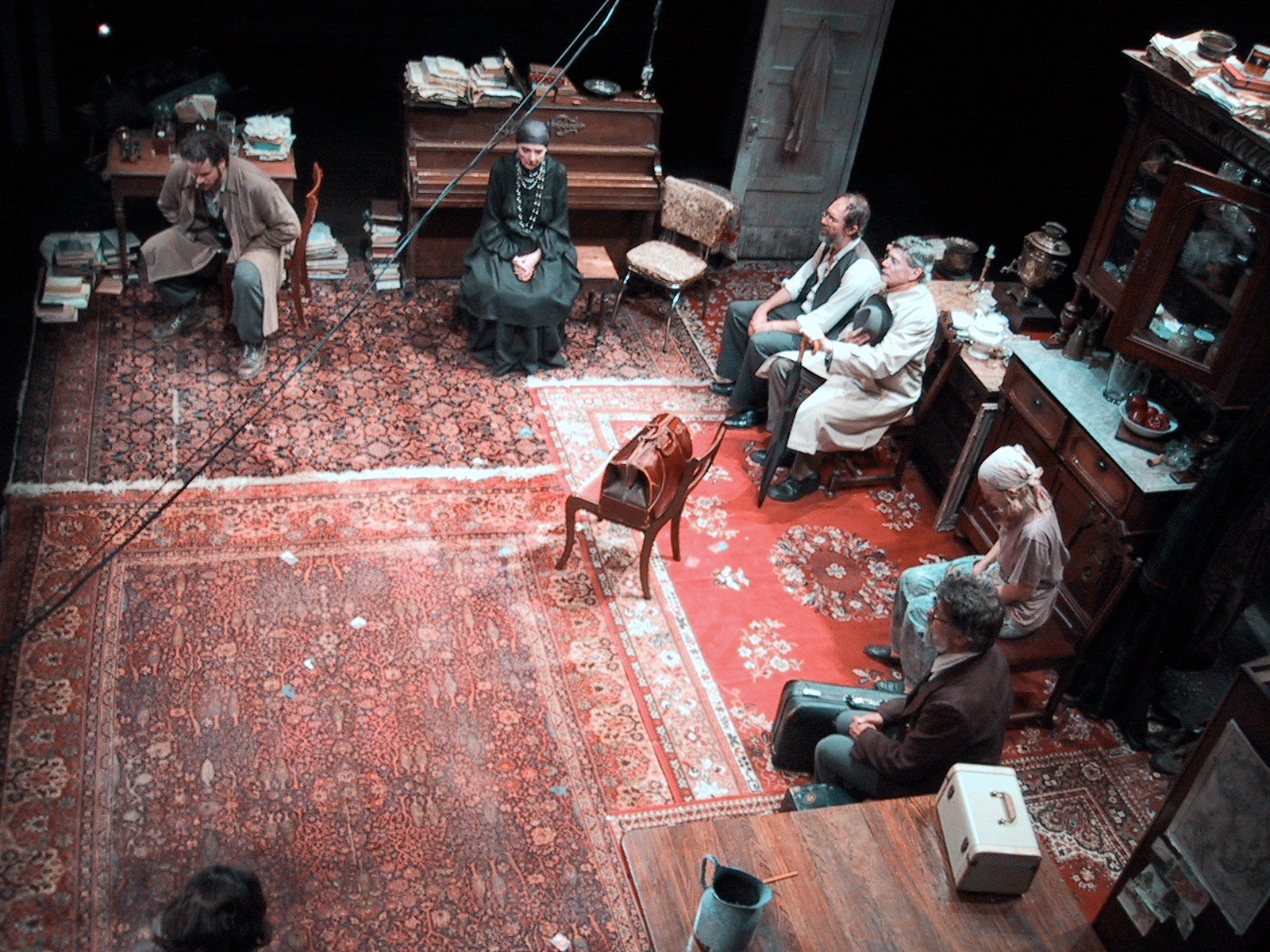
Ványa bácsi, rendező: Marton László. Soulpepper Theatre Company, Toronto, 2001.

Szerebrjakov mindenkit a nappaliba szólít, hogy újonnan támadt ötletét meghallgassák. Mialatt gyülekeznek, Jelena felajánlja Szonyának, hogy kifaggatja Asztrovot: érez-e vonzalmat a lány iránt. Az asszony „máris bűnösnek érzi magát”, hiszen előre tudja a választ, és az orvostól ő maga is gyengédségre vágyik. Asztrov azt hiszi, hogy Jelena a „képeire” kíváncsi: térképeivel illusztrálva mutatja be az utóbbi évtizedekben az erdők, a növény- és állatvilág pusztulását. Jelena végül a tárgyra tér, az orvos pedig azonnal átlát rajta, megérti a „kedves kis ragadozót…”: heves udvarlásba kezd, titkos találkozót ajánl, csókolja és átöleli az asszonyt. Ekkor lép be a szerelmes Vojnyickij az asszonynak ígért csokor virággal, – és megdöbben. Jelena zavarában annyit mond neki, hogy még ma el kell utaznia innen; Szonyának pedig csak egy mozdulattal jelzi, hogy a lány nem remélhet.
Ilyen hangulatban éri őket a professzor javaslata: adják el a keveset jövedelmező birtokot, – anyja után Szonya tulajdonát –, a pénzt fektessék értékpapírokba; a kamatokból ő a feleségével a városban élne, és Finnországban még nyaralót is vásárolhatnának. Az amúgy is feldúlt Vojnyickijt lelke mélyéig felháborítja, hogy Szerebrjakov a többiek sorsával és az ő egész addigi önfeláldozó munkájával mit sem törődve Szonya tulajdonát csak úgy el akarná adni. Minden addigi sérelmét hisztérikusan a professzor szemébe vágja: „Tönkretetted az életemet. Én nem is éltem, nem is éltem! A te jóvoltodból elfecséreltem, eltékozoltam életem legszebb éveit. A leggonoszabb ellenségem vagy!” Groteszk módon még hozzáteszi: „Ha normálisan élek, Schopenhauer, Dosztojevszkij lesz belőlem… Most megmondtam neki a magamét…”. Még a béketűrő Szonya is kikel magából, a felfordulásban csak a dada marad józan: „Sebaj, kislányom. Kigágogják magukat ezek a gúnárok, aztán abbahagyják…”
Felindultságában Vojnyickij kétszer is Szerebrjakovra lő, de a drámai jelenet groteszk véget ér, a lövések nem találnak. „Ványa bácsi” földhöz vágja revolverét.

### Negyedik felvonás
A lövöldözés után Vojnyickij elvett az orvos úti patikájából egy ampulla morfiumot, hogy öngyilkos legyen. Asztrov Szonya segítségével végül visszaszerzi a morfiumot, közben kimerült barátját nyugtatja:

„Asztrov: Azok, akik utánunk majd száz vagy kétszáz esztendő múlva élnek, és akik majd lenéznek bennünket azért, mert ilyen ostobán és ilyen ízléstelenül éltük le az életünket – azok talán megtalálják a módját, hogyan lehetnek boldogok, de mi… (…) Igen, pajtás. Két rendes és értelmes ember volt az egész járásban, te meg én. De alig egy évtized alatt beszívott minket a lenézett nyárspolgári élet mocsara; poshadt párájával megmérgezte vérünket, és mi is ugyanolyan ripőkök lettünk, mint a többiek.”

A professzor és neje elhatározta, hogy végleg elhagyják ezt a házat, Harkovba utaznak. Búcsúzkodásuk általános kibéküléssé válik. Jelena Andrejevna megvallja az orvosnak, hogy „egy kicsit” beleszeretett, és szenvedélyes csókkal búcsúznak. Asztrov marasztalná, de azért nyíltan kimondja: „Lám, idejött a férjével, és mindenkinek, aki itt dolgozott, serénykedett, alkotott valamit, abba kellett hagynia a munkáját, és egész nyáron mindenki csak a férje köszvényével meg magával foglalkozott. Maguk ketten mindnyájunkat megfertőztek tétlenségükkel.”
Vojnyickij és a professzor bocsánatot kérnek egymástól, orosz módra háromszor megcsókolják egymást. „Pontosan megkapsz mindent, ahogy eddig. Minden úgy lesz, mint régen.” – biztosítja „leggonoszabb ellenségét” Ványa bácsi. A házaspár távozása után Szonyával rögtön nekiállnak a könyvelést rendbehozni, mélyen a számlákba temetkeznek.
Elutazik Asztrov is, hogy mint korábban, a parasztokat gyógyítsa és gondozza az erdészeti faiskolát. A dada teával kínálja, akár a darab elején, ám ő inkább a vodkát választja. Búcsúzás helyett az ott lógó falitérképre néz: „Afrikában most biztosan nagy a hőség – szörnyű dolog!” – „Igen. Valószínű.” – válaszolja Vojnyickij. Így, egymás szemébe nem nézve válnak el, így leplezik kisszerű életük reménytelenségét.
Szonya tudja, hogy szerelméről le kell mondania, mégis ő vigasztalja Ványa bácsit. Visszatérnek régi életükhöz, a munkához, és minden szenvedésen túl, eljön majd a megváltó nyugalom: „Megpihenünk… Megpihenünk…”

## Drámaiatlan dráma
A dráma alaphelyzete mintha a hagyományos megoldást ismételné: a városból a vidéki kúriába érkezett házaspár miatt felborul az élet rendje, a szereplők megérzik, hogy életük valahol elromlott, valami lényeges hiányzik belőle; azután a jövevények elutaznak, és visszatér a korábbi nyugodt élet. Csakhogy ez a házaspár lényegében nem változtat meg, sőt nem is tesz semmit. „Vagyis itt nem külső ok indítja el a szerencsétlenségeket. Itt a szereplők egymásból csiholják ki azokat a hatásokat, melyekre válaszolnak. S ebben a kölcsönösen gerjesztett dinamikus folyamatban lesznek egyszerre önmaguk és mások kelepcéi.”
Két férfi „verseng” egy harmadik férfi feleségének szerelméért; bár a házastársi kapcsolat régen megromlott, mégsincs házasságtörés, de nincs „befutó” szerelmes sem: nem történt semmi. A versengés sem igazi, hiszen Vojnyickij az utolsó pillanatig nem tud vetélytársról, kudarcának sem a vetélytárs az oka.
Az orvos szerelmét két nő szeretné elnyerni. Szonya egész érzelmi életét betöltő szerelme, amely nem párosul külső szépséggel, eleve viszonzatlan és az is marad. Jelena későn ismerte föl, hogy hiba volt a professzorhoz férjhez menni (mint Vojnyickij is késve a maga tévedését), de gyáva „félrelépni”; megértésre és gyengédségre is vágyik, amit a rámenős orvostól nem kaphat meg. Egyik női szereplő (titkos) vágya sem teljesül: nem történik semmi. Itt sincs látható rivalizálás a két nő között, sőt közel kerülnek egymáshoz.
A napi robotban felőrlődött, tehetséges Asztrov doktor az erdőket félti és gondol a jövő nemzedékekre is, ám  a közelében élők érzelmei iránt eltompult, süket. Az erdőkről mondott hosszú, szenvedélyes szónoklataival különös ellentétben állnak a szereplők kérdéseire adott egy-két szavas, rideg válaszai. Amikor Vojnyickij a lövöldözés után megkérdi: – Mit tegyek, mondd, mit tegyek? – az orvos válasza: – Semmit. -- Vojnyickij öngyilkossági szándékáról pedig: – „Ha már mindenáron végezni akarsz magaddal, menj ki az erdőbe, és lődd agyon magad. De a morfiumot add vissza…” Az orvost egyedül a szépség vonzza, a „szép Jelena” tudná kimozdítani a szürkeségből, bár jól tudja, hogy az asszony tétlen életmódja „fertőző”. Jelena elutazásával a szépség mint lehetőség tűnik el Asztrov életéből, visszatér faiskolájához.
Élete kudarcát a már ötvenedik évéhez közeledő Vojnyickij, „Ványa bácsi” érzi legerősebben. Szembenállása, tiltakozása, gyűlölete a professzor iránt a harmadik felvonásig egyre nő. Szerebrjakov javaslata hallatán végül kirobban, ám tragikomikus gyilkossági kísérlete sikertelen. „A tiltakozás zsörtölődéssé alacsonyodik le, az eredetiség különcséggé alakul át, és mindez együttesen vált ki groteszk élményt.” A lövöldözésben is, Jelena meghódításában is kudarcot vall, még öngyilkosságra is képtelen: ismét nem történt semmi. Éppen ebben a nem-történésben fejeződik alakjának tragikomikuma: elfecsérelt életéért nem Jelena, még csak nem is Szerebrjakov felelős; végső soron nem a professzor az ellensége, hanem elsősorban önmaga. Vojnyickij és Szerebrjakov között nem feszül igazi konfliktus, nincs is minek megoldódnia. Nem megoldódik, hanem csak tudatosul – és megmarad – az élet kudarca, megmutatkozik annak valódi természete.
„Az igazi konfliktus [a többi szereplőre is érvényesen] másutt van: itt ki-ki önmagába botlik, önmagát kellene hogy vádolja, mivel minden figura életét korábbi vagy jelenbeli döntések, gyávaságok, tévhitek tették tönkre. A darab tragikomikus felhangjai abból a sokféle mesterkedésből hangzanak ki, ahogyan ki-ki igyekszik önmaga előtt is ködösíteni, hogy csak magát vádolhatja börtönsorsáért. Egyetlen szereplő sem tud kitörni az önáltatás illúziójából, egyikük sem tudatosítja, hogy életbörtönét maga építi. (…) A Ványa bácsi az illúziók drámája és az élettel szembeni vakság komédiája egyszerre.” Dráma, hiszen szinte mindegyik szereplő szembekerül a többivel; komédia, hiszen „ezek a figurák illúziók diktálta ellenfeleikkel hadakoznak”.

## Első színházi bemutatók

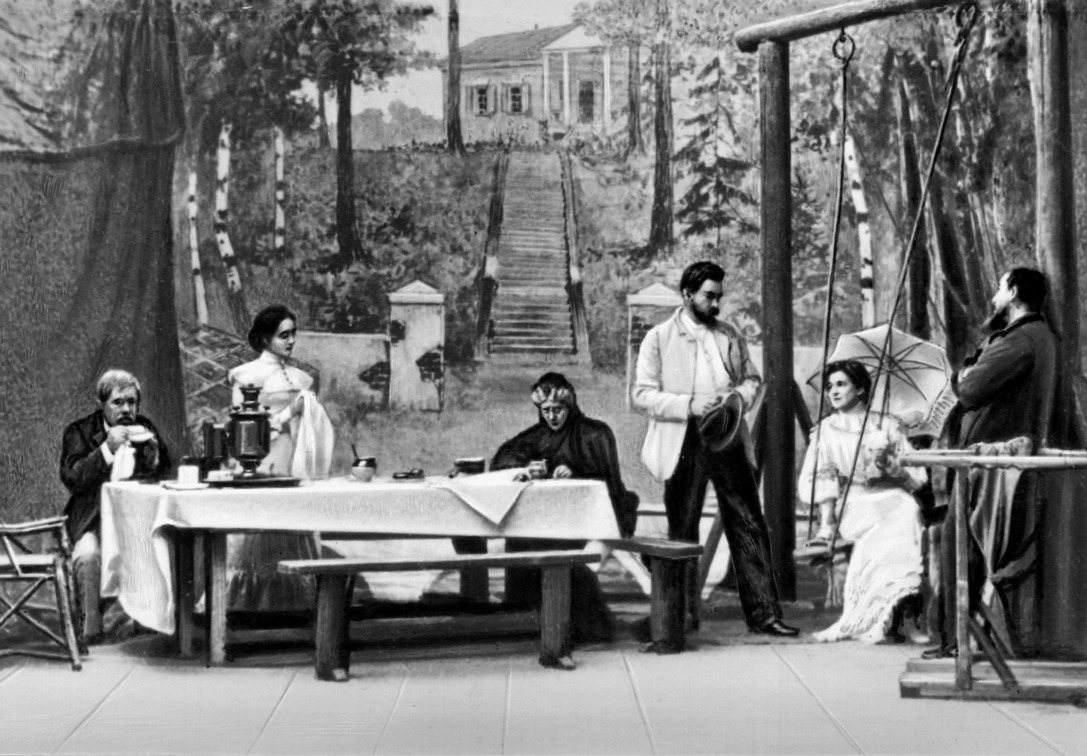
Jelenet a Ványa bácsi első felvonásából. Moszkvai Művész Színház, 1899

A Ványa bácsit először oroszországi vidéki városok: Rosztov-na-Donu, Kazany, Szaratov színházai tűzték műsorukra 1897-ben. A színmű moszkvai bemutatóját 1899. október 26-án tartották meg a Moszkvai Művész Színházban; rendezte V. I. Nyemirovics-Dancsenko és K. Sz. Sztanyiszlavszkij.  A Jaltában tartózkodó Csehovnak írt baráti levelek a bemutató nagy sikeréről számoltak be, de a visszaemlékezések szerint az előadás felemásra sikeredett és csak fokozatosan érett be.
Magyarországon a Ványa bácsit először 1920-ban mutatták be a Vígszínházban, Jób Dániel fordításában. Szonya szerepét Varsányi Irén, Jelena Andrejevnát szerepét Gombaszögi Frida alakította. 1929 januárjában a Moszkvai Művész Színház társulata Budapesten vendégszerepelt, a darabot a Belvárosi Színházban mutatták be. 1952-ben a Nemzeti Színház kamaraszínháza, a budapesti Katona József Színház újította fel.
A Színházi adattárban regisztrált bemutatóinak száma: 35.

## Filmváltozatok
- Uncle Vanya (1963). A Chichester Festivalon bemutatott előadás filmfelvétele. Az előadást rendezte és Asztrov szerepét alakította Laurence Olivier; a filmet rendezte Stuart Burge.
- Ványa bácsi (Дядя Ваня, 1970), szovjet film. Rendezte Andrej Mihalkov-Koncsalovszkij; Ványa bácsi – Innokentyij Szmoktunovszkij, Asztrov – Szergej Bondarcsuk.
- Vanya on 42nd Street (1994), amerikai film. Louis Malle francia rendező utolsó munkája. A Ványa bácsi előadása egy lepusztult színházban.
- Buborékkeringő (2025), magyar film. Rendezte Fazakas Péter, vágó Kovács Zoltán. Ványa (Iván néven) – Görög László.

## Magyarul önálló kötetben
- Vanja bácsi. Jelenetek a falusi életből; ford. Jób Dániel; Athenaeum, Bp., 1920
- Ványa bácsi. Színmű; ford. Makai Imre, rend. Paál István; Szigligeti Színház–Verseghy Ferenc Megyei Könyvtár, Szolnok, 1982 (A Szolnoki Szigligeti Színház műhelye)